# Хоэнштайн (замок, Германия)
Хоэнштайн (нем. Burg Hohenstein) — средневековый замок, расположенный на западной окраине деревни Хоэнштайн в горном массиве Франконский Альб (в районе Херсбрукерский Альб) на севере Баварии. Этот замок — один из самых примечательных архитектурных памятников в Нюрнбергском регионе. По своему типу относится к замкам на вершине.

## История
Основание укреплений Хоэнштайн, вероятно, восходит к XI веку. Однако первое письменное упоминание относится только в 1163 году. Тогда некий Сиколинус фон Хоэнштейн назван в документах владельцем замка. Но через некоторое время произошли серьёзные изменения в отношении собственников крепости. Владельцами окрестных земель стали граф фон Зульцбах, более известные под именем Гогенштауфены. Благодаря столь знаменитым владельцам замок Хоэнштайн иногда называют Гогенштауфенбург.
Позже крепость оказалась во власти ещё одного могущественного рода — Виттельсбахов, затем под контролем семьи Люксембургов, а в конце концов, снова в руках баварских герцогов.
Во время Войны за ландсхутское наследство имперский город Нюрнберг, наконец, смог получить контроль над замком и официально включить его в состав своих владений в 1505 году. В последующем Хоэнштайн сыграл важную роль в истории Нюрнберга. Он был определён центром созданного округа Хоэнштайна. Здесь размещалась резиденция нюрнбергский наместника. Крепость играла важную роль в защите недавно приобретённых Нюрнбергом территорий. В ходе Второй маркграфской войны войска Альбрехта II Алкивиада, маркграфа Бранденбург-Кульбахского, заняли и разрушили крепость. Впоследствии она была восстановлена.

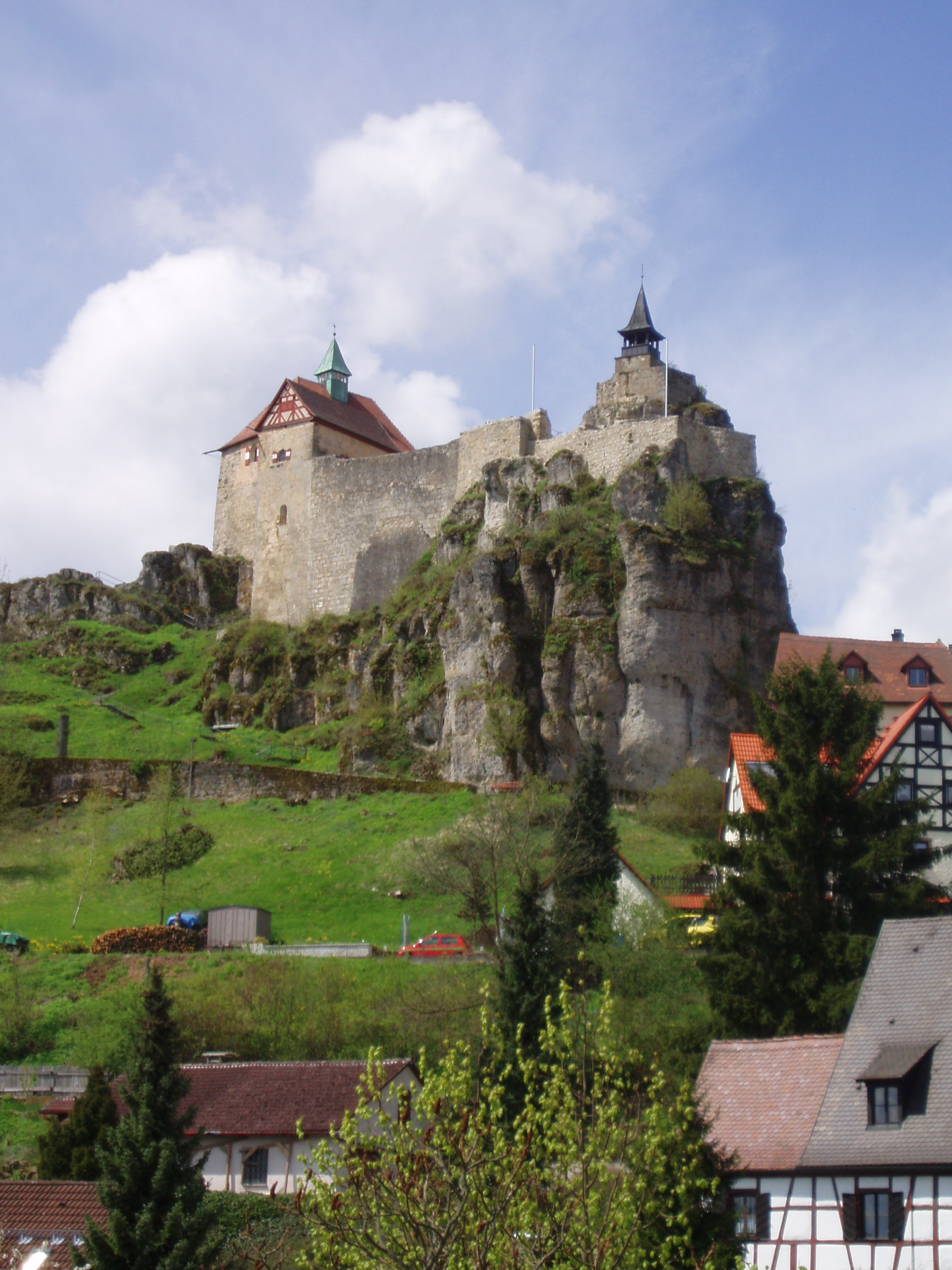
Вид замка Хоэнштайн со стороны одноимённой деревни

Судьба замка радикально изменилась в 1806 году. В ходе Наполеоновских войн Нюрнберга утратил свой особый статус и вместе с окрестными землями вошёл в состав Баварского королевства. Замок был заброшен и быстро пришёл в упадок. Несколько десятилетий в первой половине XIX века он оставался необитаем. Местные власти даже дали разрешение на снос руин (для получения строительных материалов). Первой жертвой этого решения оказался донжон Хоэнштайна. Тем не менее замок не был полностью разобран. А в середине XIX века, на волне интереса к германской истории, начались попытки восстановления крепости.
К концу XIX века замок лежал в руинах. Но благодаря энтузиастам началось возрождение. В 1901 году была отреставрирована часовня замка. Затем были законсервированы для предотвращения дальнейшего разрушения остатки стен и башен.
Но только в 1983 году весь замок был тщательно отреставрирован муниципальными властями. Правда, не обошлось без несчастий. Так, в ночь на 28 февраля 2000 года рухнуло южное лицо внутреннего дворца (в последующем восстановлено).

### Современное состояние
Замок открыт для посещения. Кроме того, в часовне возможно проведение свадебных церемоний. В главном здании (бывший дворец наместника, так называемый Длинный дом) после реконструкции стали проводиться различные семинары и статусные мероприятия.

## Описание
Внушительный каменный замок расположен на западной окраине деревни Хоэнштайн, второй по величине деревни Средней Франконии, входящей в общину Кирхензиттенбах. Замок Хоэнштайн расположен на вершине одноимённой горы. Высота сооружения над уровнем моря составляет 624 метра. Это самая высокая точка в долине реки Пегниц, протекающей в горном массиве Хербрукерский Альб.
Замок стоит на мощной доломитовой скале, которая с трёх сторон имеет почти вертикальные 30-метровые склоны. По своему типу относится к замкам на вершине.
Хоэнштайн считается одной из главных достопримечательностей региона. В настоящее время замок признан памятником архитектуры.

## Галерея

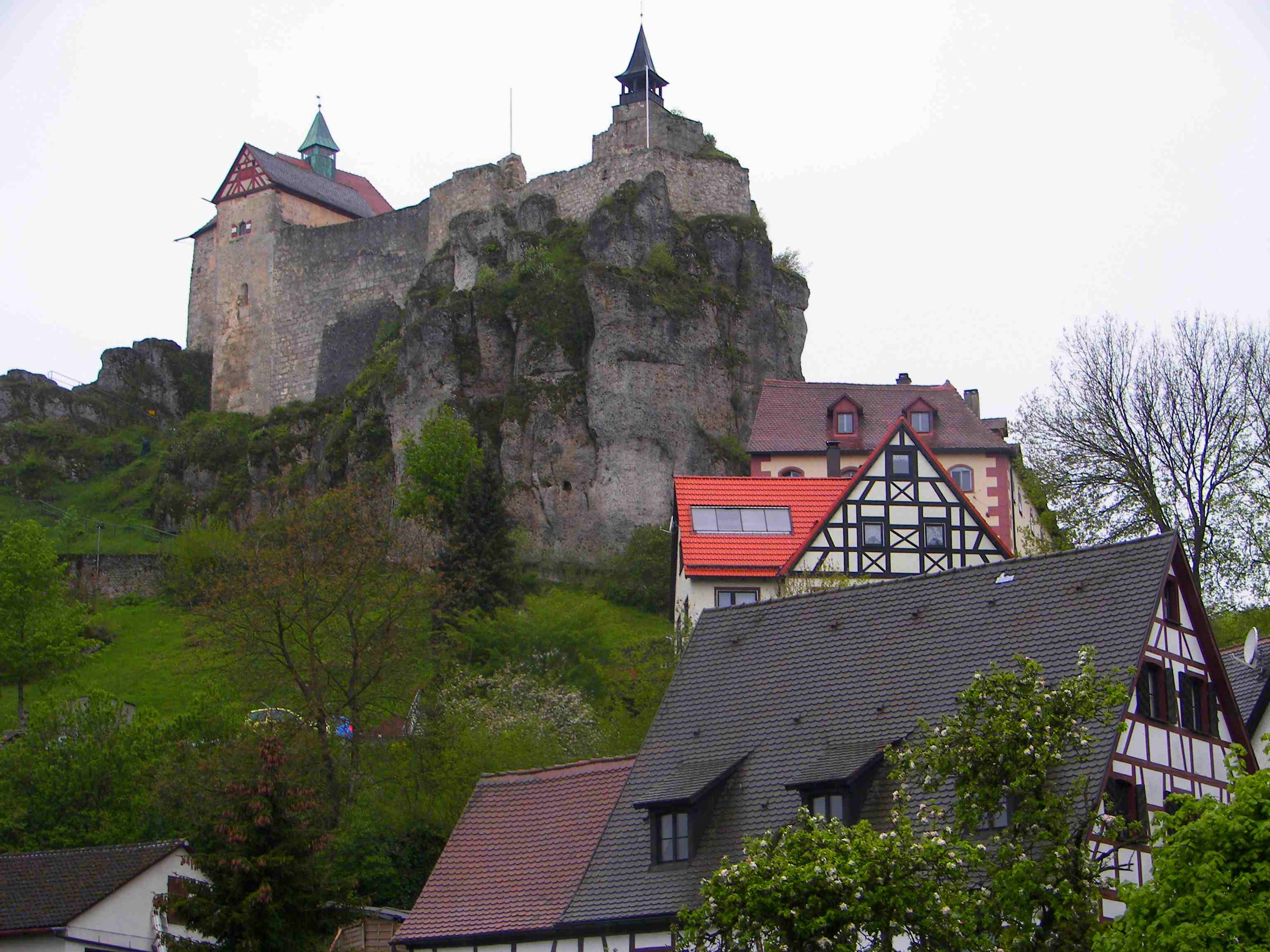
Вид замка и мощного скалистого выступа под ним
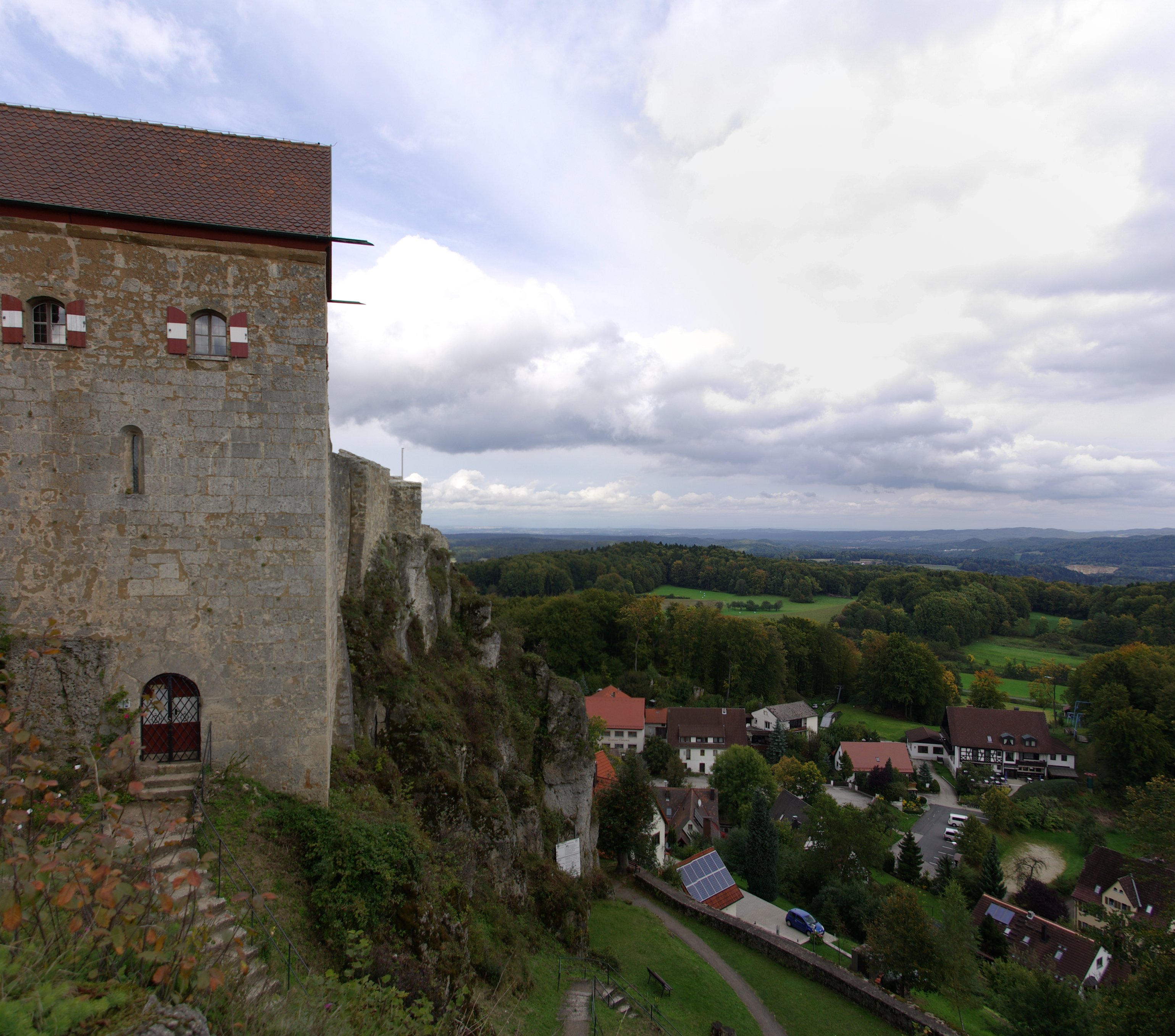
Вид стен замка и деревни под ним
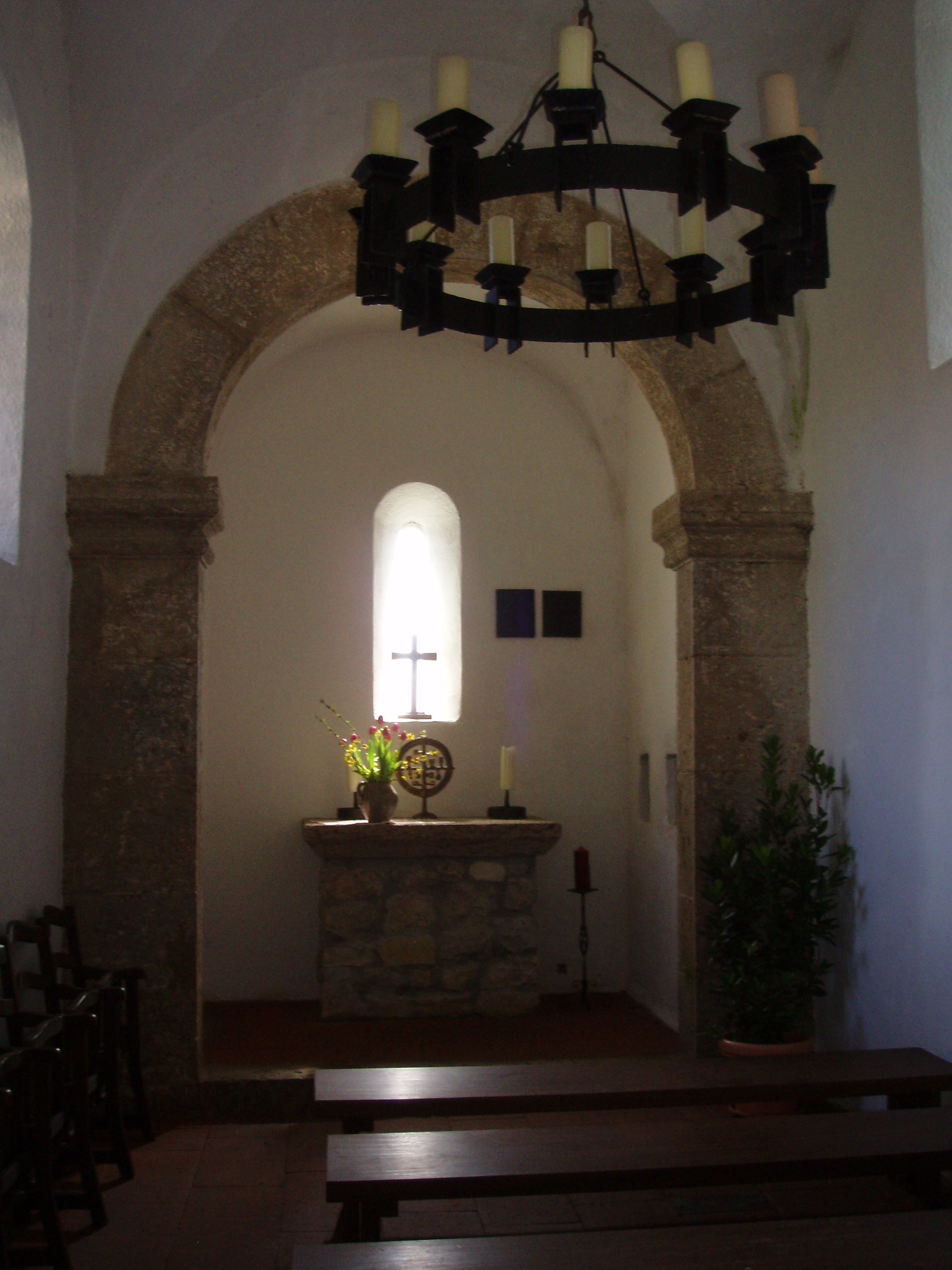
Внутри замковой капеллы
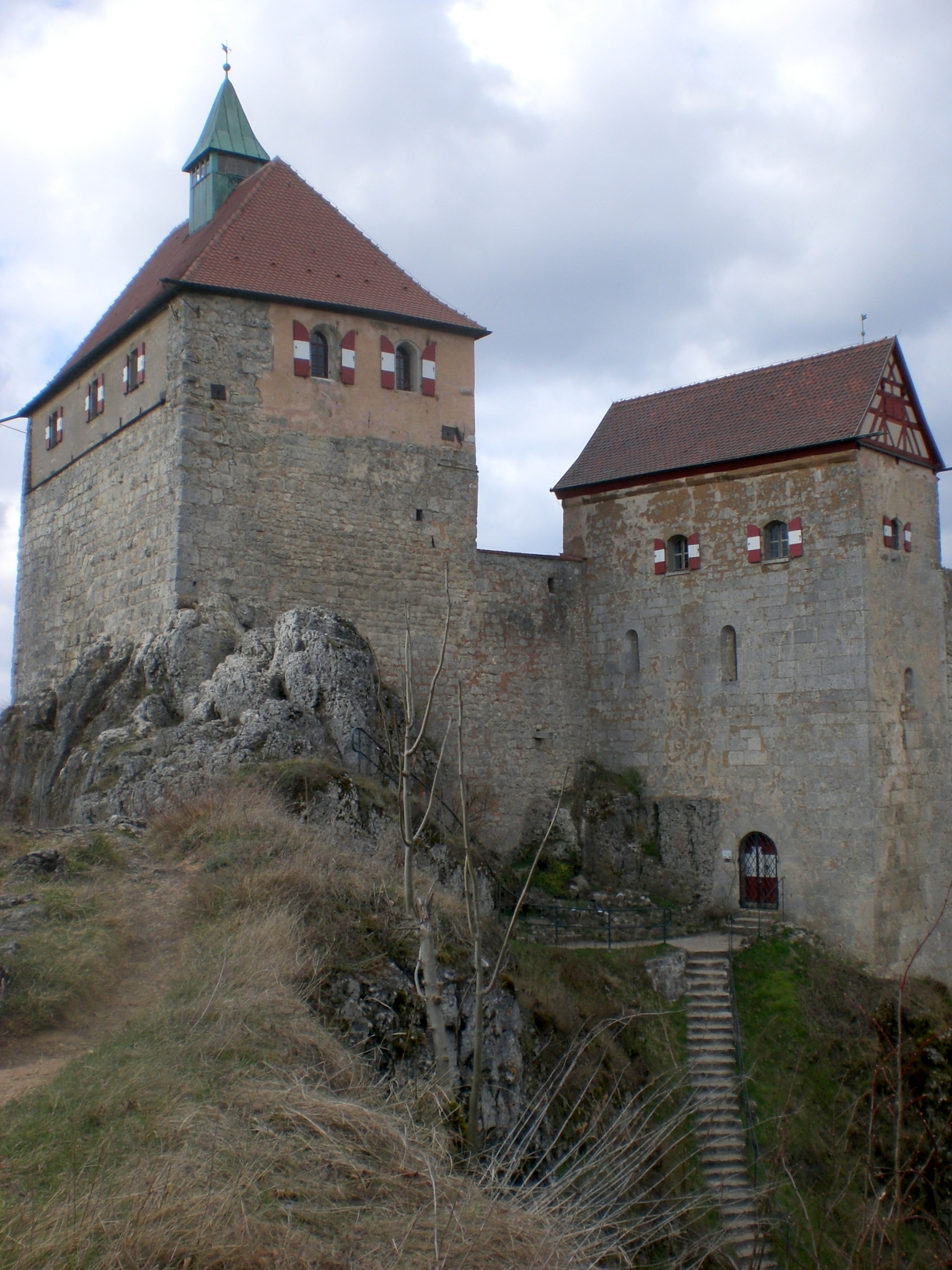
Массивные каменные башни и лестница, ведущая в замок
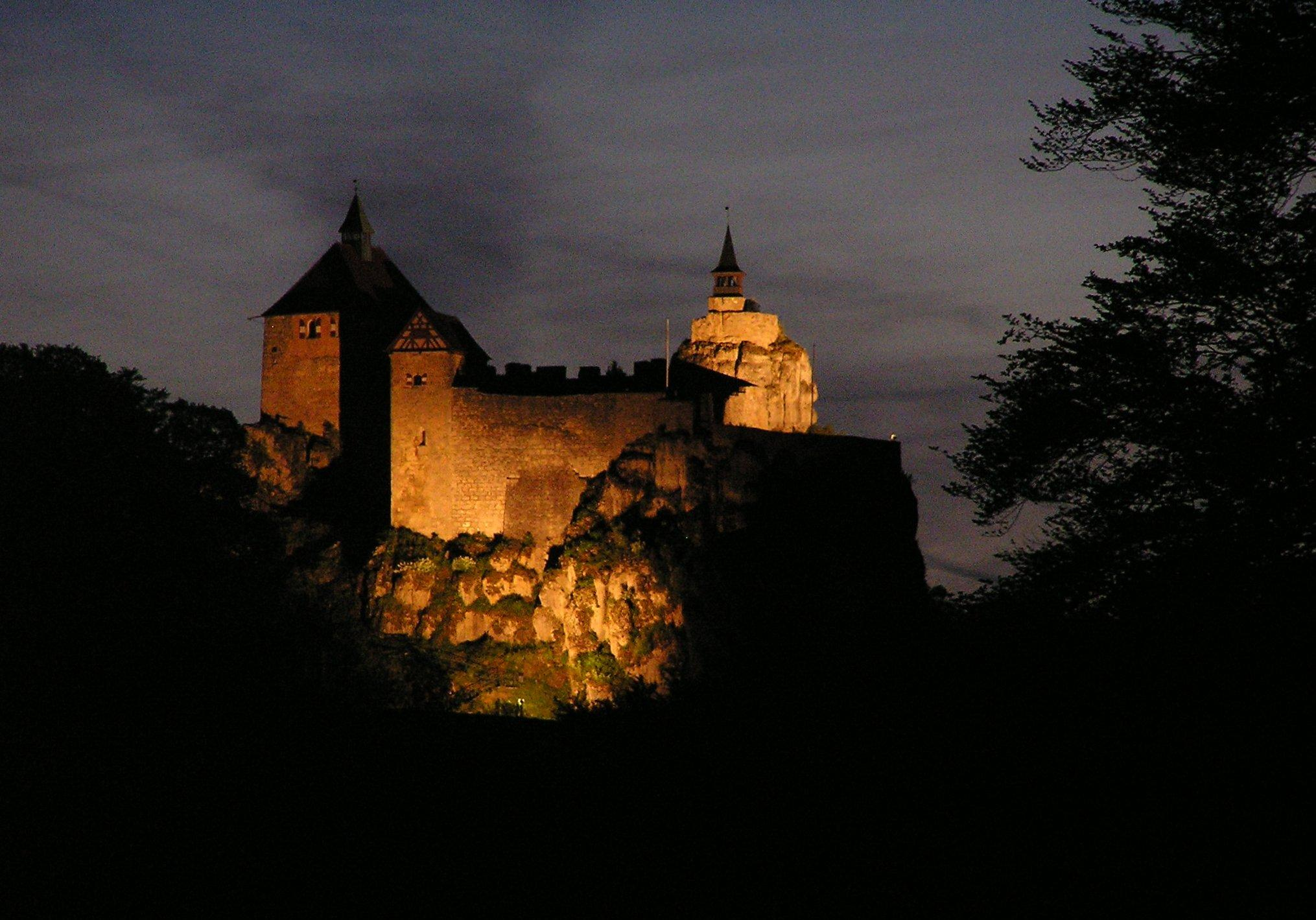
Подсветка замка в ночное время